# 占有改定
占有改定（せんゆうかいてい）とは、占有の移転方式の一つで、ある目的物の占有者がそれを手元に置いたまま占有を他者に移す場合を言う（民法183条）。自己占有（直接占有）はそのままに、代理占有（間接占有）が意思表示のみによって移転する。それまで目的物の占有者であった者は、占有代理人となる。
- 民法183条（占有改定）
代理人が自己の占有物を以後本人のために占有する意思を表示したときは、本人は、これによって占有権を取得する。

占有改定が、民法192条の即時取得の要件を満たすかどうか問題になるが、判例はこれを否定している（最一小判昭和35年2月11日・民集14巻2号168頁）。
動産に譲渡担保を設定する場合、通常、占有改定によって引渡しがなされる。これにより譲渡担保権者はその所有権の取得を第三者に対抗することができる（最一小判昭和30年6月2日・民集9巻7号855頁）。
質権の設定は、債権者にその目的物を引き渡すことによって効力が生ずるが（民法344条）、占有改定は同条の引き渡しには含まれない（民法345条）。